# Drivvedsteorin
Drivvedsteorin är en historisk hypotes, enligt vilken Finlands inträde i fortsättningskriget 1941 som Tysklands bundsförvant inte skulle ha varit resultatet av en medveten vilja från finländsk sida utan ha berott på yttre krafters spel, det vill säga att "landet rycktes med i storpolitikens virvlar på samma sätt som en strid ström rycker med sig en drivande stock". 
Drivvedsteorin kreerades 1950 vid publiceringen av den tyske diplomaten Wipert von Blüchers memoarer Ödesdigra år. Diplomatiska minnen från Finland 1935–44 (citatet ovan är hämtat från denna bok) och blev snabbt accepterad i vida kretsar i Finland. Den omfattades allmänt ännu på 1960-talet men förlorade i trovärdighet sedan den blivit föremål för kritisk skärskådan av flera utländska historiker. Bland annat påpekade amerikanen H. Peter Krosby, i polemik mot Arvi Korhonen och dennes 1961 utgivna arbete Barbarossaplanen och Finland, att den finländska politiska och militära ledningen redan månader före det tyska anfallet på Sovjetunionen medvetet hade anpassat sin politik till den tyska. 
De finländska skribenter som behandlade frågan gjorde sig i allmänhet till tolkar för en deterministisk uppfattning. Under 1970- och 1980-talet fick man dock även i Finland en mera nyanserad syn på detta kritiska skede i landets historia, bland annat sedan flera personer som 1940–1941 haft insyn i de centrala skeendena hade uttalat sig i saken. Den slutliga dödsstöten åt drivvedsteorin gavs av Mauno Jokipii, som 1987 konstaterade att Finland redan hösten 1940 hade etablerat ett relativt fast samarbete med Tyskland, vilket sedan fortsatte fram till fortsättningskrigets utbrott sommaren 1941. 
Vid sekelskiftet 2000 presenterade Heikki Ylikangas en helt ny tolkning om hur vinterkriget förhöll sig till fortsättningskriget. Han hävdade att Finlands politiska och militära ledning hade slutit fred i vinterkriget på tysk uppmaning efter tyska utfästelser om snar kompensation samt nästan omedelbart börjat förbereda sig för ett nytt krig med Sovjetunionen.